# Kosovsko-resavský dialekt

Kosovsko-resavský dialekt vyznačený tmavě modrou barvou na mapě štokavské jazykové oblasti

Kosovsko-resavský dialekt (srbsky Косовско-ресавски дијалект) je jedním z dialektů staré štokavštiny, přesněji její ekavské verze (dialekt srbského jazyka). Mluví se jím na území od Kosova až po Železná vrata, na území protáhlého tvaru ve směru úhlopříčně přes území Srbska. Tento protáhlý pruh není homogenní; zatímco na severu přechází plynule ve smederevsko-vršacký dialekt, na jihu je silně ovlivněn jinými jazyky (zvlášť albánštinou a turečtinou) - což si vynutilo změny v systému jak přízvuků, tak i systému samohlásek, tak i souhlásek.
Stejně jako řada dalších jiných staroštokavských dialektů se od ostatních odlišuje především tím, že má tzv. "starou akcentaci". To znamená, že celý systém přízvuků je oproti spisovnému jazyku jiný; nacházejí se buď na jiném místě, nebo mají jinou podobu. Přízvuky se odlišují od standardu až v 80 % případů.[zdroj?] Nevyvinul se způsob čtyř standardních přízvuků, používají se pouze tři. Regionálně jich může být ovšem méně, někdy ale také i více (v některých oblastech se zachoval tzv. neoakut).
Podobně jako řada dalších jiných dialektů jižního Srbska, i v Kosovsko-resavském se používají pády jinak, než ve spisovném jazyce, přesněji se některé spojily. To se blíží řadě jiných nářečí, hlavně z okolí hranice s Bulharskem, kde se používá systém nominativ - "casus generalis", tedy obecný pád (vyvinuvší se z akuzativu) pro většinu případů, kde se konkrétní způsob užití odlišuje pouze předložkami.
Jednotlivá nářečí srbštiny, chorvatštiny a bulharštiny se od sebe odlišují tzv. reflexem jať. To je současná podoba výslovnosti staroslovanské dvouhlásky, občas i samohlásky - která se v průběhu staletí měnila a na celém jihoslovanském prostoru se rozrůznila. V prostředí, kde se hovoří kosovsko-resavským dialektem došlo k tzv. "důslednému ekavizmu". To znamená, že ve všech případech, kde existoval ve staroslověnštině jať se objevuje E. Nikoliv v omezeném počtu, jako je tomu ve standardním jazyce, (kde se např. v tvarech osobních zájmen objevují tvary, které by patřily spíše do ikavské oblasti).
V běžném hovoru se často používá také i aorist a imperfekt, tedy slovesné časy, které srbský jazyk zná, nicméně které jsou ve standardní verzi spíše na ústupu. V případě prezentu nastává situace obdobná jako v češtině, tedy u třetí osoby vypadává pomocné sloveso. Infinitiv se používá jen velmi málo, spíše vůbec ne a nahrazuje jej konstrukce, známá pod názvem dakanje, která je běžná u všech jazyků balkánského jazykového svazu.